# Holanské rybníky

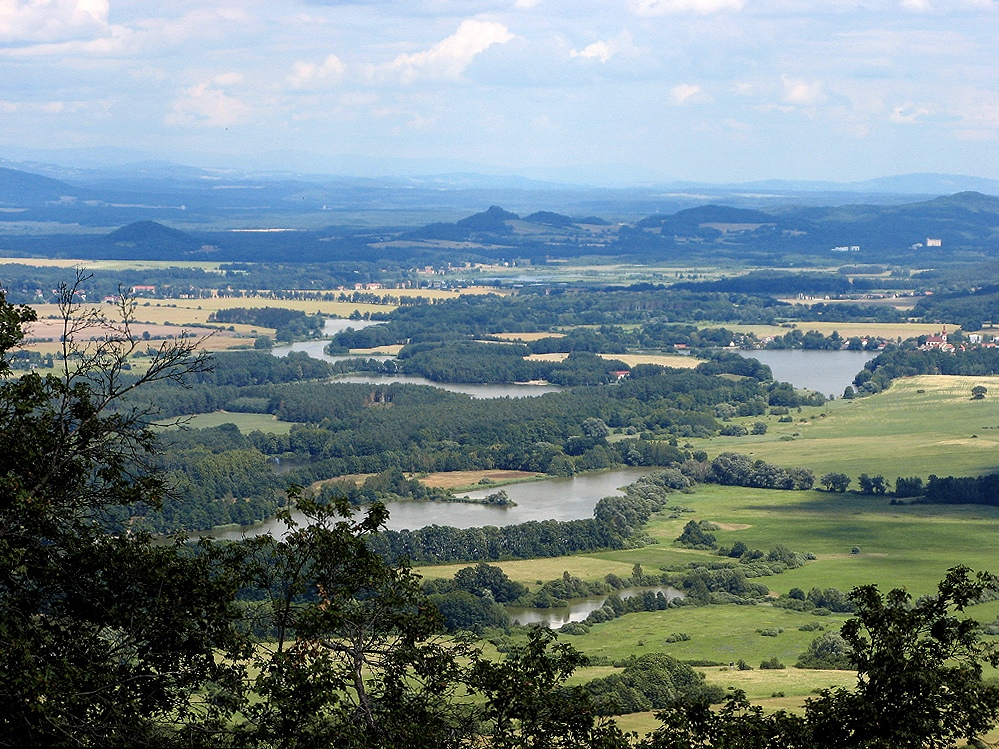
Pohled na Holanské rybníky z Ronova

Holanské rybníky jsou soustavou mnoha vodních nádrží, z nichž některé vznikly ve středověku poblíž městyse Holany v okrese Česká Lípa. Jsou napájeny od západu tekoucím Bobřím potokem a několika menšími potoky. Celková rozloha rybníků je přes 200 ha. Rybníky jsou využívány k intenzivnímu chovu ryb a k rekreaci. Některé jsou na katastru Holan, jiné patří do katastrálního území Stvolínky či Zahrádky.

## Historie
Přesné datum vzniku doloženo není, zřejmě vznikaly postupně od poloviny 16. do poloviny 17. století, nejstarší z 15. století je Holanský rybník. Původní Dolanský rybník byl ukončen zaoblenou hrází, ze které pokračovala voda do sousedního Mlýnského rybníka přes náhon mlýna. Další mlýn byl pod dnešní malebnou soustavou rybníčků s vodopády a hrází Mlýnského rybníka. Tuto situaci ukazuje mapa z let 1764 – 1768. Zbytky menší jihovýchodní hráze dodnes vybíhají do prostoru rybníka. Holanský rybník existoval nejpozději v letech 1437 – 1440, kdy jeho voda chránila tvrz Rybnov na skalnaté vyvýšenině nedaleko hráze. Rybník u Zahrádek je poprvé písemně zmíněn roku 1416. Pracná stavba Novozámeckého rybníka zřejmě spadá již do 14. století. Původní bažinu na jihovýchod od Zahrádek zásobuje od východu Robečský potok vodou z Máchova jezera. K tomu stavitelé přidali vodu z Bobřího potoka, kterou přivedli 170 metrů dlouhou Mnichovskou průrvou, prokopanou v pískovcové skále. Stejná skála bránila odtoku, a tak v ní bylo prokopáno i odtokové koryto rybníka, tzv. Novozámecká průrva.

## Popis soustavy

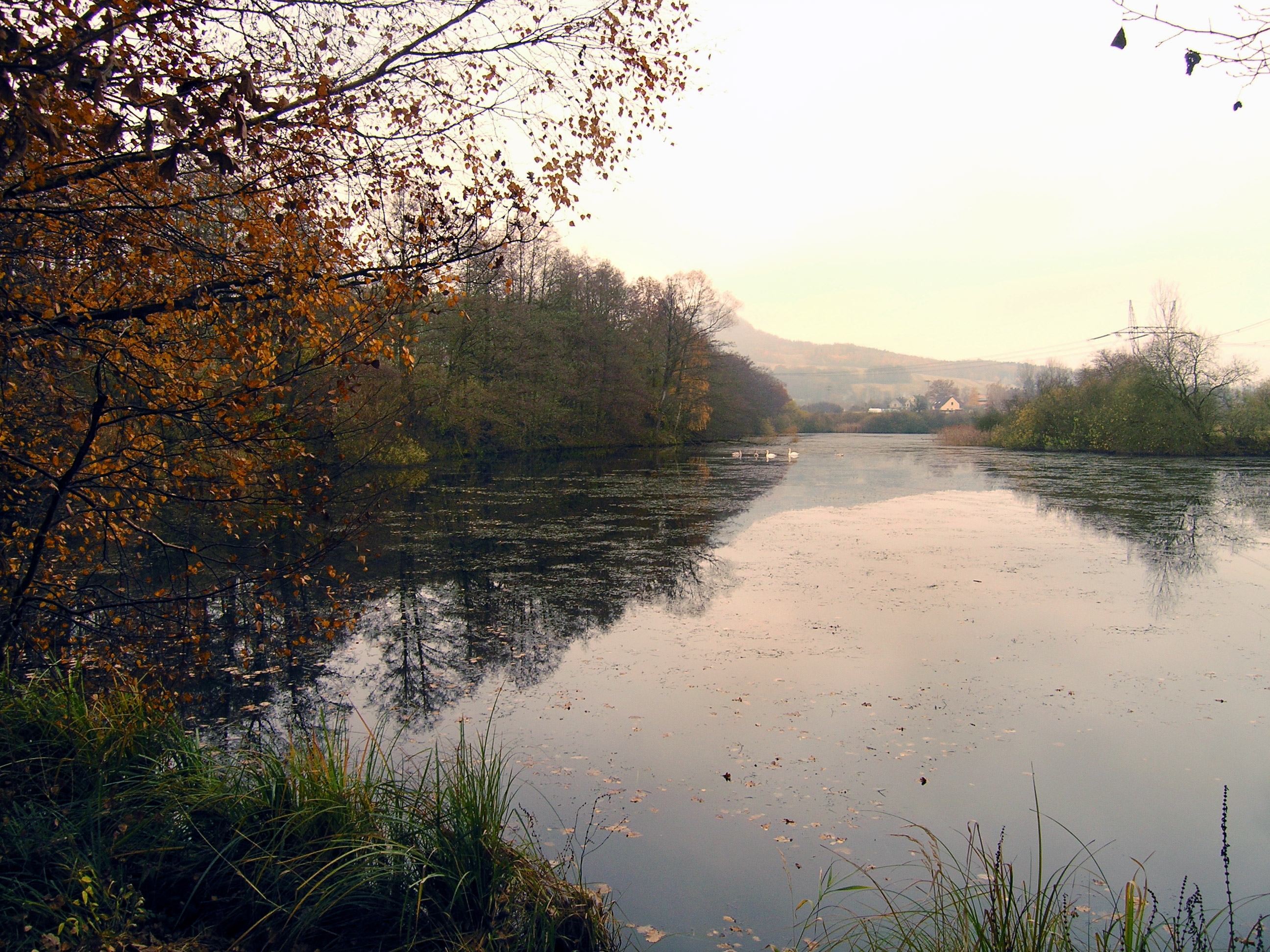
Nebeský rybník

Celá soustava byla tvořena 23 rybníky a nádržemi. Některé z nich zanikly či byly spojeny zrušením původně je oddělujících hrází.
V celé oblasti je mnoho druhů chráněných rostlin a živočichů, slétávají se sem velká množství vodního ptactva. Soustava leží mimo sousední území CHKO Kokořínsko. Napájeny jsou hlavně Bobřím potokem (ten končí v Novozámeckém rybníku mimo tuto rybniční soustavu), ale také menšími potoky, z nichž jen některé mají své jméno – Litický, Kolenský, Dolina. Na rybnících hospodaří Rybářství Doksy, které na některých rybnících pořádá tradiční výlovy.

## Soupis dle rozlohy
- Dolanský rybník – největší z celé soustavy s dnes uváděnou rozlohou 44 ha.[3]
- Milčanský rybník – s mnoha kempy, též zvaný Velká Nohavice, blízko Holan, rozloha 29 ha.[4]
- Holanský rybník – z roku 1440,[5] na břehu je městys Holany, rozloha 25 ha.[6]

- Jílovka (též Jílek) – katastr obce Zahrádky č. 790 273, roku 2010 byl jeho jižní břeh zahrnut do přírodní rezervace Jílovka, rozloha 11 ha.[7]
- Koňský rybník je na západě soustavy na katastru obce Stvolínky, rozloha 9 ha.[8]
- Hrázský rybník, též zvaný Mlýnský na katastru Stvolínek, má 9 ha[9]
- Další větší rybníky jsou či byly Malá Nohavice, rozloha 18,4 ha [2](katastr Holany), Nebeský, rozloha 3,1 ha [2](katastr Stvolínky), menší Kravský rybník o rozloze 2,6 ha [2](přírodní rezervace, sousedí s Jílovkou), Velká komora o rozloze 2 ha [2]a další. Vypuštěn je Miřejovský rybník (zvaný i Vojanským) na katastru Stvolínek, napájený ze severu potokem Dolina.

## Chráněné oblasti
Holanské rybníky sousedí se severní částí CHKO Kokořínsko – Máchův kraj, přičemž největší z nich, Dolanský rybník, leží uvnitř chráněné krajinné oblasti. V listopadu 2010 byla v oblasti rybníků Jílovky a Kravského vyhlášena přírodní rezervace Jílovka. Soustava Holanských rybníků je zároveň součástí krajinné památkové zóny Zahrádecko.

## Turismus

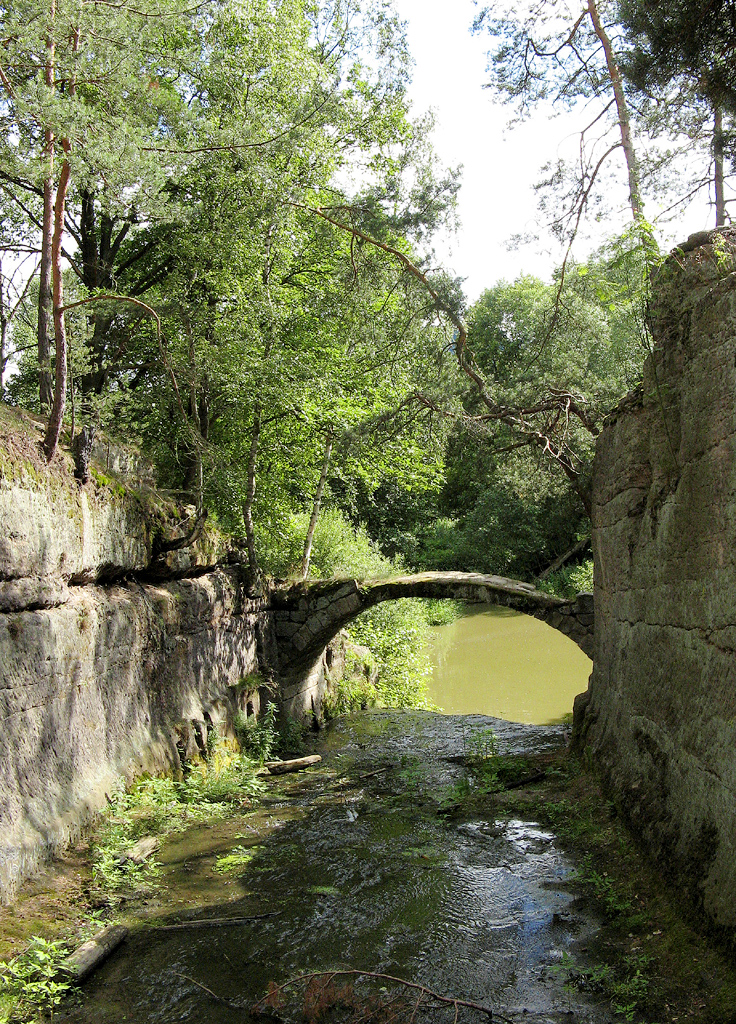
Kamenný most mezi Hrázským a bývalým Mlýnským rybníkem

Nejlepší pohled na krajinu s rybníky je z vrcholu nedalekého kopce (552 m n. m.) se zříceninou Ronov. Poblíž rybníků (na břehu Holanského) je městys Holany s řadou památek: hrad u Hostíkovic, Milčany, zámek Vítkovec, Jiljov. Turistiky je navštěvovaný Bobří potok s Bobří soutěskou a vodopádem, nedaleký nejvyšší vrchol CHKO Kokořínska Vlhošť (613 m) i zřícenina hradu Ronov s chráněnou přírodní památkou. Na několika rybnících je povoleno koupání (je zde i nudistická pláž) a vodní sporty.
Po březích několika vodních ploch vede červená turistická cesta bez znatelného převýšení od Holan ke Stvolínkám a vede tudy i cyklotrasy 211 a 3086. V 3 km (od Holanského a Milčanského rybníka) vzdálených Zahrádkách je železniční zastávka na trati 087 od České Lípy do Lovosic. Další zastávka na téže trati poblíž Koňského a Nebeského rybníka je ve Stvolínkách.

## Holanské rybníky ve filmu
Holanské rybníky a jejich nejbližší okolí byly vybrány jako exteriéry pro film Hastrman, který podle stejnojmenné knihy Miloše Urbana v roce 2018 natočil jako svůj režijní debut Ondřej Havelka.

## Galerie

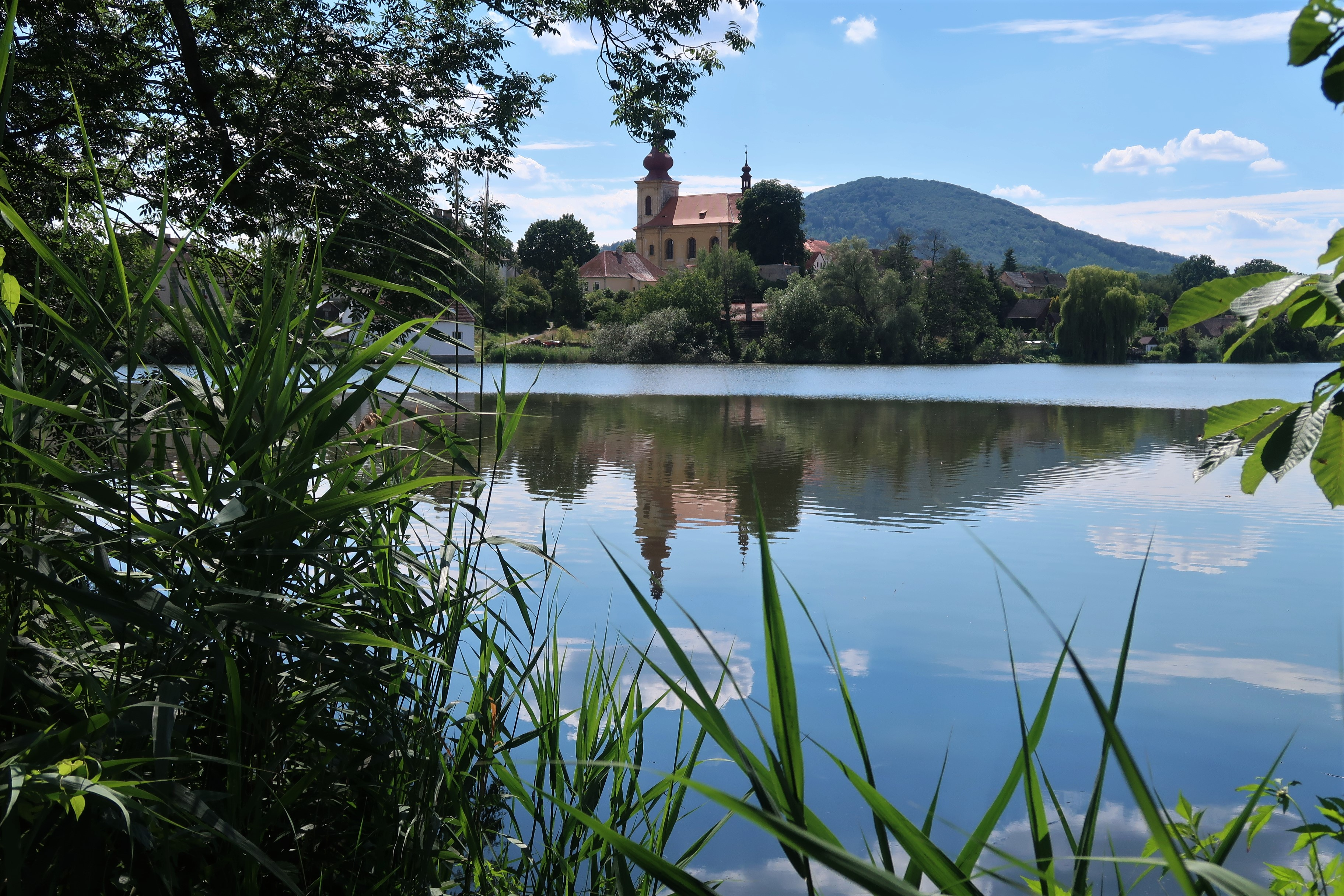
Holanský rybník s holanským kostelem sv. Maří Magdaleny
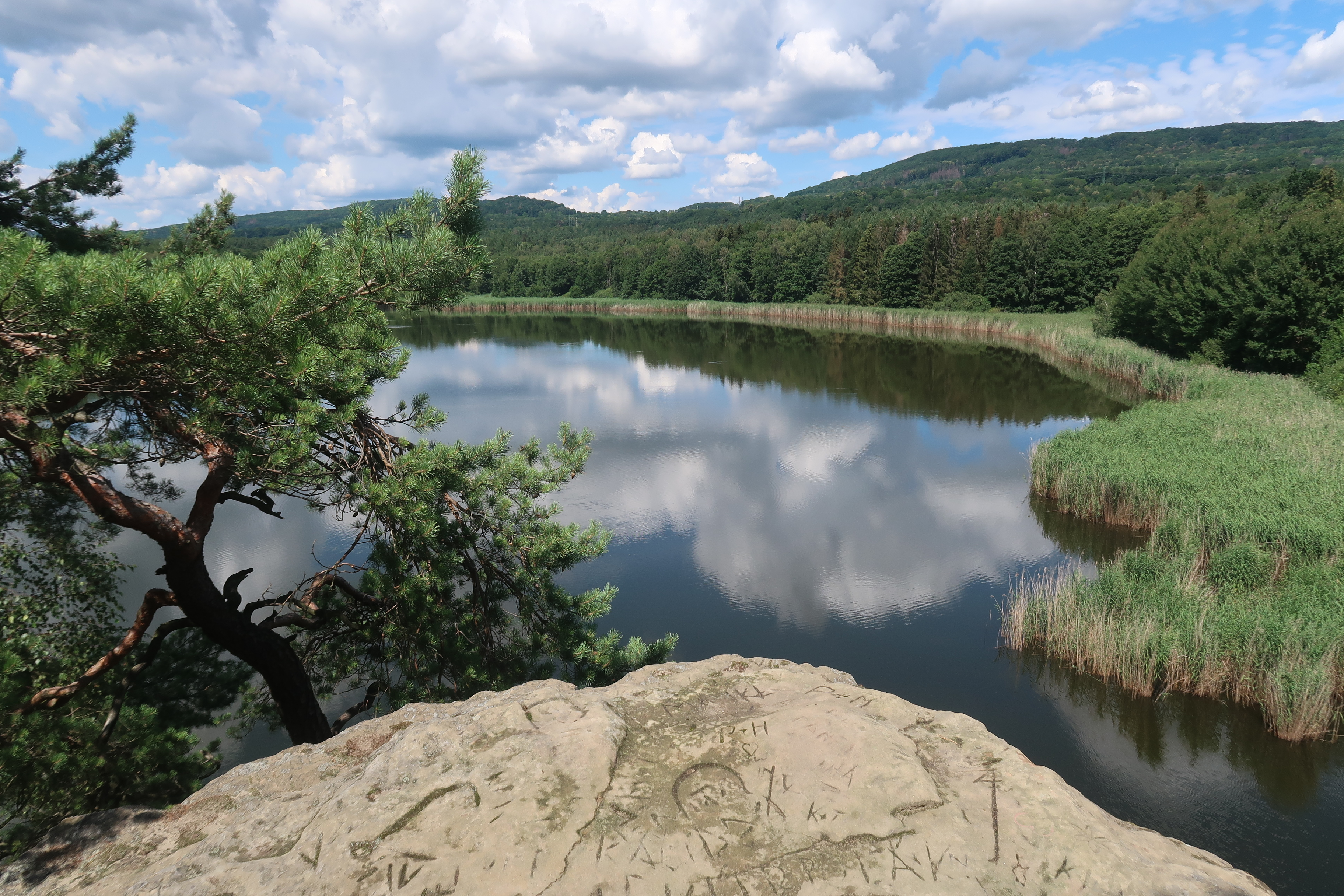
Rybník Smrtka u Stvolínek
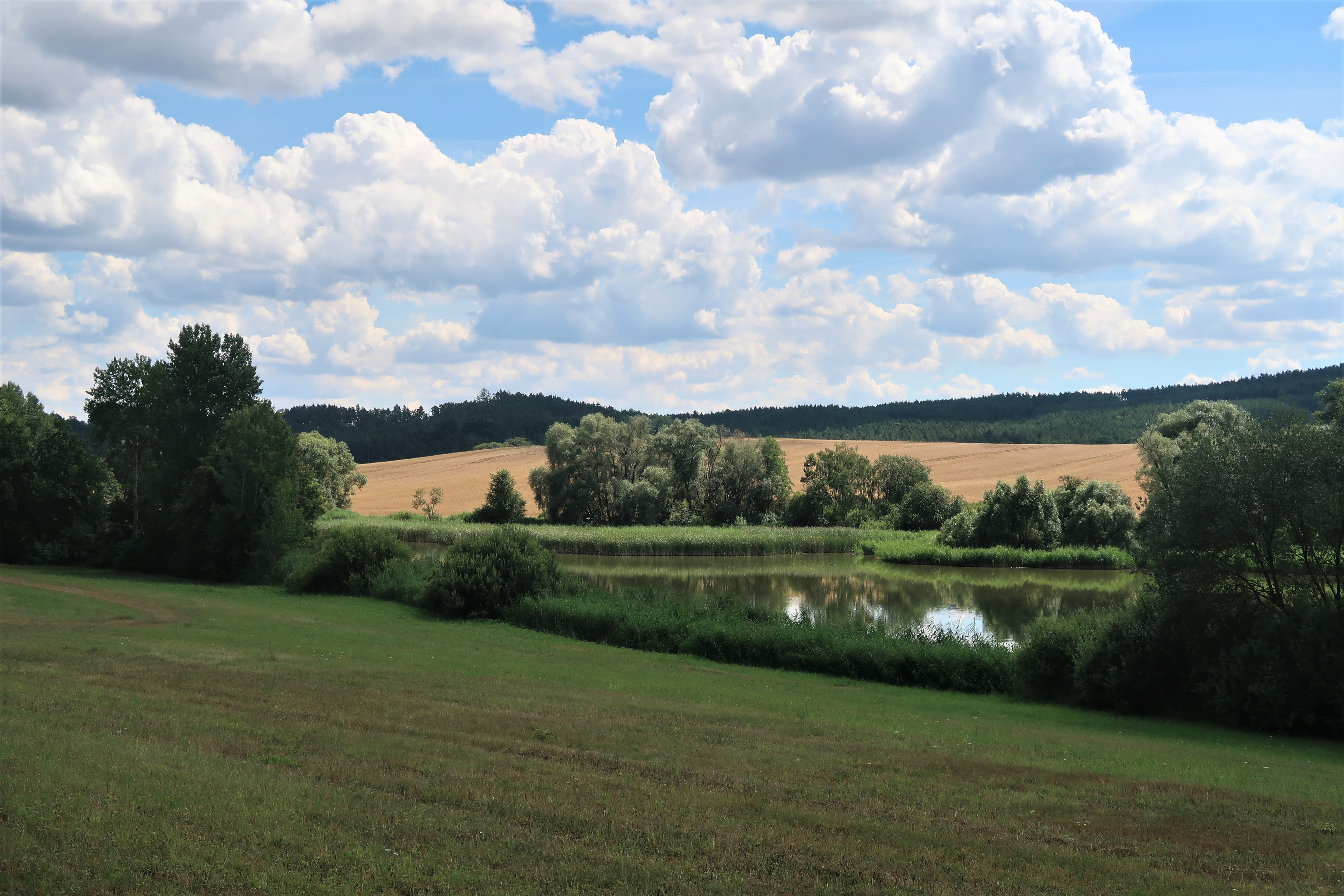
Dolanský rybník
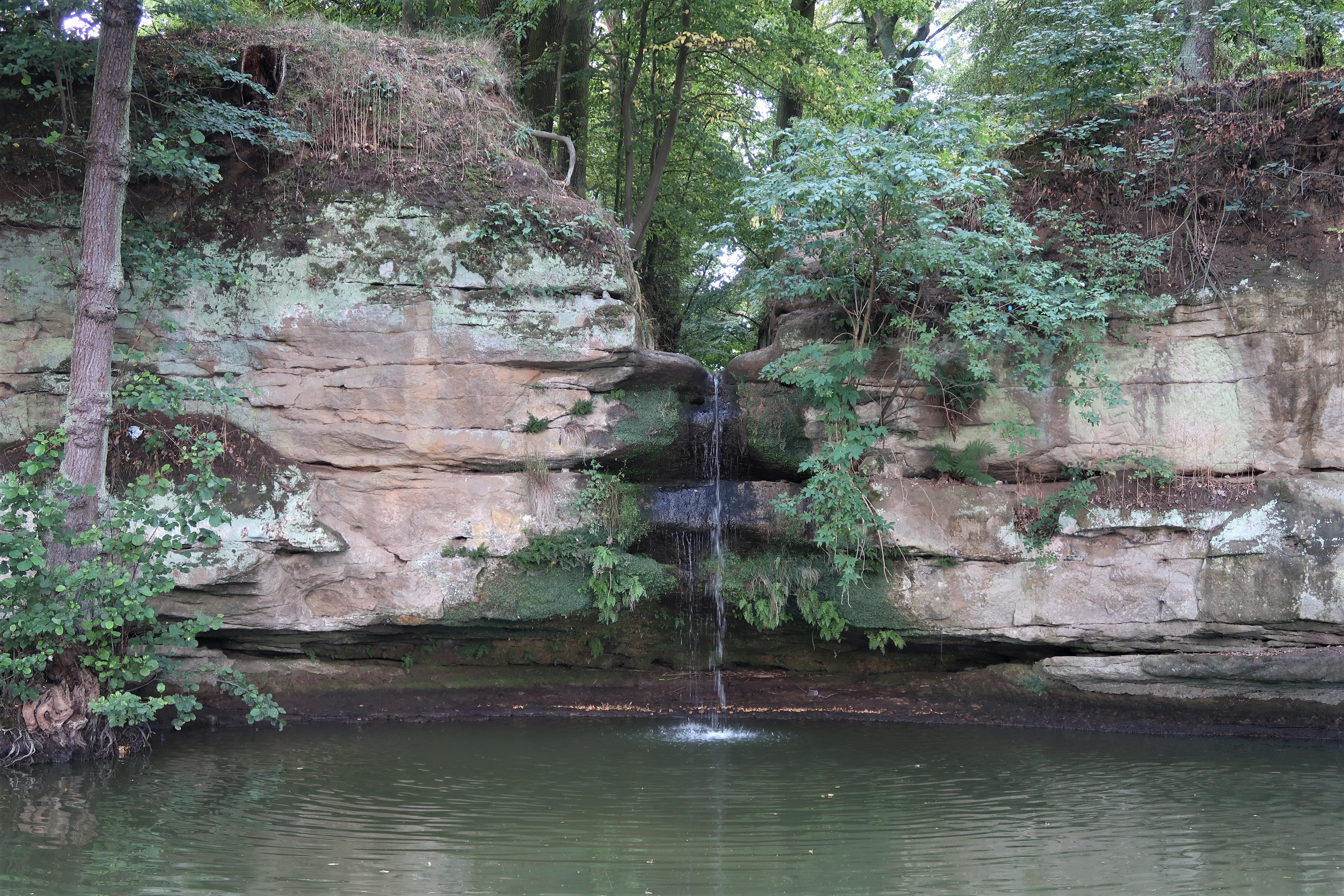
Vodní přepad mezi Dolanským a Hrázským rybníkem
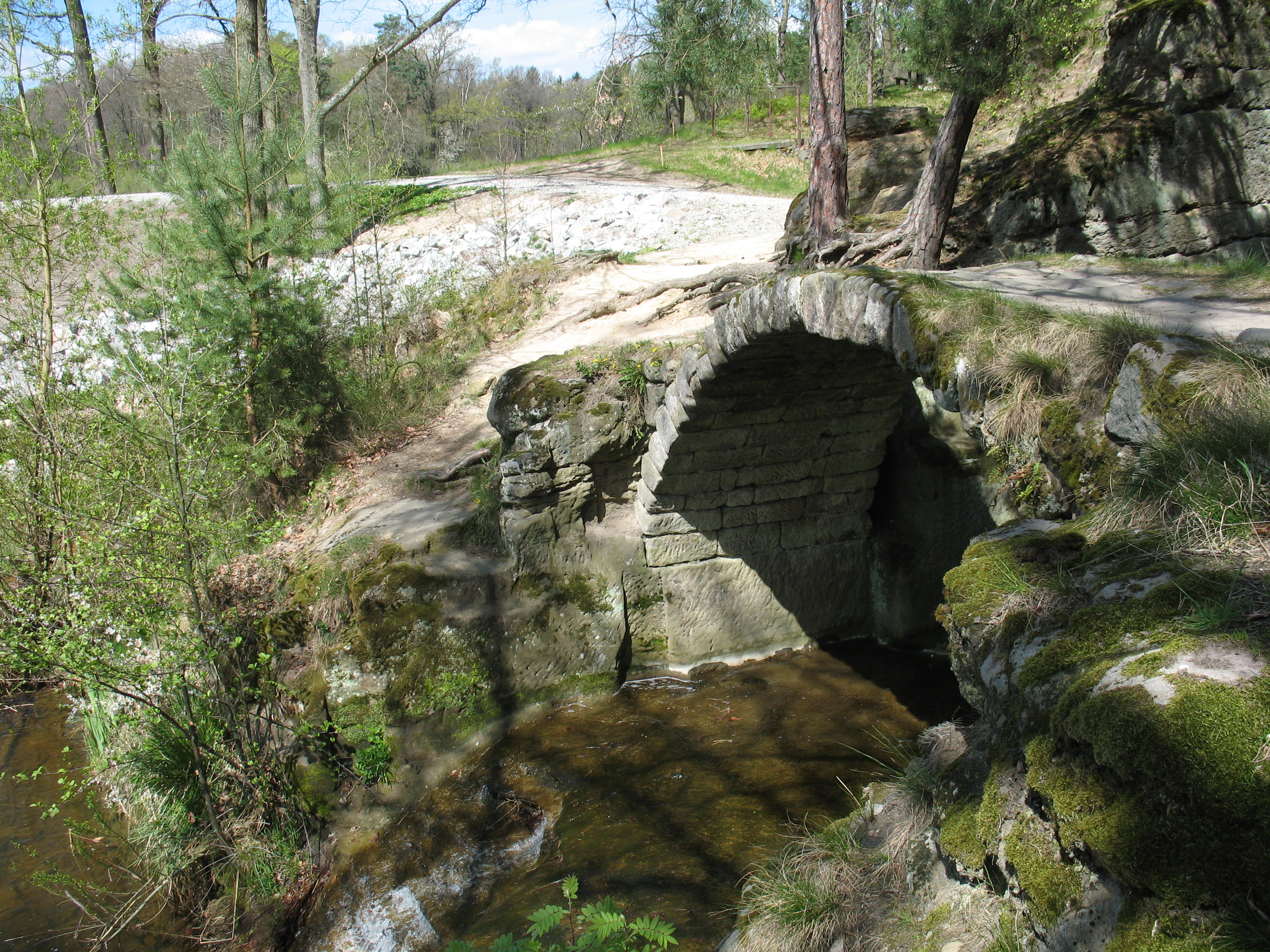
Starý Kamenný most u Hrázského rybníka